# Per Ulric Enbom
Per Ulric Enbom, född 14 augusti 1759, död 1 maj 1810 i Stockholm, var en svensk poet, översättare och dramatiker. 

## Biografi
Enbom blev 1778 student vid Uppsala universitet och var närvarande vid universitetet senast 1783. Redan 1782 började han i "Stockholmsposten" offentliggöra sina dikter, vilka på den tiden var i enlighet med den s.k. goda smaken. I Uppsala blev Enbom ledamot av en avdelning av den stockholmska vittra "Franciskan-orden", och i Stockholm stiftade han – jämte Axel Gabriel Silverstolpe, Carl Gustaf Nordforss med flera, 1786, några dagar efter Svenska Akademiens invigning, "Vitterhetssamhället Ära och frihet". 
Redan vid denna tid tycks han ha rönt intryck av Thorild. 1787 blev han lärare i Stridsbergska skolan. Att han i vitterheten började sluta sig till en ny riktning blev allt mer tydligt såväl av hans så kallade prosadikter, vilka infördes i "Stockholmsposten", som i synnerhet av hans 1792 till Svenska akademien insända poem Medborgeligt skaldeförsök öfver et odödeligt namn, författat i obunden stil, till vilken han hade bifogat en särskild skrift, varuti han vädjade till akademiens opartiskhet. 1793 offentliggjorde han sistnämnda dikt tillsammans med därtill hörande, mot folkens förtryckare riktade, noter, i vilka franska revolutionens påverkan är uppenbar. 1794 utgav han i översättning en samling av Salomon Gessners idyller samt en samling Kärleks- och religions-sånger.
Enbom framträder både i sin diktning och sin polemik såsom anhängare av den Thorild-Lidnerska riktningen. Hans namn har i vår litterära tradition närmast fått ett skimmer av löje kring sig på grund av den mot honom riktade skämtdikten, skriven av Carl Gustaf af Leopold med anledning av en litterär polemik i Stockholmsposten och Extra-Posten, Svenska Parnassens klago- och svanesång till Per Enebom och Eterns son och Englars tillkommande broder, som sedan tjänade Esaias Tegnér som uppslag till Hammarspik. I Leopolds dikt förekommer följande rader:
| ” | Per Enebom, du liknar nog den skepparen på skutan, af hvilken åskan hufvu't slog, men seglade se'n utan. | „ |

Av Johan Henric Kellgren kallades han Dumbom i hans dikt Dumboms leverne.
"Utan huvud" var dock visserligen inte Enbom. Bland hans (på prosa skrivna) Kärleks- och religionssånger (1794) finns onekligen enstaka dikter av känslig poesi. Egendomligt nog hade Enbom, då han efter Lidners död utgav hans Nyaste arbeten (1793), i denna samling intagit två dikter, i vilka Lidner inte skrivit mer än de första raderna, men som sedan av Enbom fortsatts, och just dessa dikter förklarades, lustigt nog, av hans motståndare i Stockholmsposten bland snart sagt det bästa, som "auktorn af Spastara och året 83 skrifvit", vilket torde berott på, att de var mera modererade i stilen än Lidners egna dikter och därför föll akademikerna mera i smaken. 
En 1795 i danska tidskriften "Nordia" förekommande anonym "Drickesvisa" var författad av Enbom och återfinns i hans skrifter under titeln Frihets- och dryckessång hos forntidens greker. I den av Per Adam Wallmark utgivna antologin Svenska språkets skönheter i vers och prosa upptogs denna sång, signerad med Hans Järtas namn. Enbom har för övrigt författat ett filantropiskt drama Fabriksflickan (1796) samt Skaldestycken i strödda ämnen (1796). 
Han tillbragte slutet av sitt liv i bekymmersamma omständigheter och antas ha dött 1810. Leopold, som huvudsakligen vållade hans olycka, försökte gottgöra sitt fel genom att någon gång räcka honom en hjälpsam hand under de senare åren av hans levnad.

### Översättning
- Gessner, Salomon (1794). Salomon Gessners Idiller. Uppsala. Libris 2428190